# Obelisc commemoratiu (Sant Quirze Safaja)
L'Obelisc commemoratiu és un obelisc de Sant Quirze Safaja (Moianès) inclòs a l'Inventari del Patrimoni Arquitectònic de Catalunya.

## Descripció
Es tracta d'un obelisc de pedra de base quadrangular i acabat en punta, tot i que avui aquesta està trencada en part. Probablement hauria estat coronat per una creu de ferro. Compta amb una base trapezoïdal de 60 x 60 cm. Té una inscripció en dues de les cares.
Al costat hi ha un abeurador per a cavalls.

## Història
Inscripció en una cara:
LO AÑ 1809 AQVÍ DEGO-LLAR-EN LOS GAVAÍ-TS E
i en l'altra cara:
MORI DOMI-NGO BERN-ILS PRÊ(VERE) I BENEF(ICI)AT ENCO-MANE-VLO A DEV
(L'any 1809 aquí degollaren los gavatxs i morí Domingo Bernils prevere i beneficiat, encomaneu-lo a Déu)
Fa referència l'assassinat de mossèn Domingo Bernils, per part de les tropes napoleòniques, durant la Guerra del Francès.
Malgrat això, la fitxa del Patrimoni Arquitectònic de Catalunya, en un recull menys acurat dels antecedents històrics de l'obelisc, ressenya que caldria relacionar aquesta persona amb algun familiar de Can Barnils, casa situada uns metres més amunt i d'aspecte fortificat, cosa que explicaria la presència de bandolers o malfactors en aquesta zona. Transcriu les inscripcions de la següent manera:
Inscripció en una cara:
LO AN/ 1809 / ACVÍ / DEGO / LL AR / EN LOS / CAVAI /TS
I en l'altra:
[M]ORT / [D]OMI / NGO / BERN / ILS / PREI / BENE / FAT / ENCO / MANE / VLO / Á DEV